# Brodick
Brodick (în scoțiană Breadhaig) este principala așezare (sat) de pe Insula Arran. Este situată în partea de sud-est a insulei, port la golful omonim, la poalele muntelui Goat Fell. Centru turistic. Terminal de feribot.